# Gaulnhofen
Gaulnhofen (fränkisch: Gaaln-hufm) ist ein Gemeindeteil der kreisfreien Stadt Nürnberg und ein Distrikt des Statistischen Bezirks 49 Kornburg, Worzeldorf in der Südlichen Außenstadt.

## Lage
Das Dorf liegt am Gaulnhofener Graben, einem linken Zufluss des Eichenwaldgrabens. Im Westen grenzt ein kleines Waldgebiet an, das vom Main-Donau-Kanal begrenzt wird. Die Kreisstraße N 1 führt nach Katzwang zur Staatsstraße 2407 (2,2 km südwestlich) bzw. nach Herpersdorf (0,7 km nördlich). Eine Gemeindeverbindungsstraße führt die St 2407 kreuzend nach Greuth (2 km südlich).

## Geschichte
Der Ort wurde 1299 als „Geulenhofen“ erstmals urkundlich erwähnt. Das Bestimmungswort des Ortsnamens ist Gūlo, der Personenname des Siedlungsgründers. 1331 wurde der Ort in den Zinsbüchern des Klosters Ebrach erwähnt. Zu dessen Grundherrschaft gehörten sechs Güter in Gaulnhofen, zwei gehörten zum Kloster Pillenreuth. Die Verwaltung übte das Amt Katzwang aus, das Hochgericht stand dem Oberamt Schwabach zu.
Gegen Ende des 18. Jahrhunderts bestand Gaulnhofen aus 8 Anwesen. Das Hochgericht übte das brandenburg-ansbachische Richteramt Kornburg aus. Die Dorf- und Gemeindeherrschaft hatte das Amt Katzwang. Grundherren waren das nürnbergische Amt St. Klara und Pillenreuth (1 Ganzhof, 1 Halbhof) und das Amt Katzwang (4 Ganzhöfe, 2 Gütlein).
Von 1797 bis 1808 unterstand Gaulnhofen dem Justiz- und Kammeramt Schwabach. 1806 kam der Ort an das Königreich Bayern. Im Rahmen des Gemeindeedikts wurde 1808 Gaulnhofen dem Steuerdistrikt Worzeldorf und der 1818 gebildeten Ruralgemeinde Worzeldorf zugeordnet. Am 1. Juli 1972 wurde Gaulnhofen im Zuge der Gebietsreform in Bayern nach Nürnberg eingemeindet.

### Ehemalige Baudenkmäler
- Kemptener Straße 74: Eingeschossiges Wohnstallhaus des späten 18. Jahrhunderts. Massiv verputzt; Giebel Fachwerk, verputzt, rückwärtiger Giebel neu aufgemauert und verputzt.[11]
- Sonthofener Straße 1: Eingeschossiges Wohnstallhaus des 18./19. Jahrhunderts. Massiv, verputzt; Gliederung durch Bänder. Zugehörige Fachwerkscheune auf massivem Sockel. Um 1800.[11]

### Einwohnerentwicklung
| Jahr      | 001818 | 001840 | 001861 | 001871 | 001885 | 001900 | 001925 | 001950 | 001961 | 001970 | 001987 | 001997 |
| Einwohner | 59     | 73     | 70     | 69     | 69     | 64     | 80     | 202    | 232    | 327    | 1704   | 1476   |
| Häuser    | 10     | 13     |        |        | 12     | 12     | 14     | 33     | 53     |        | 482    | 700    |
| Quelle    | [ 13 ] | [ 14 ] | [ 15 ] | [ 16 ] | [ 17 ] | [ 18 ] | [ 19 ] | [ 20 ] | [ 21 ] | [ 22 ] | [ 23 ] | [ 1 ]  |

## Religion
Gaulnhofen ist seit der Reformation evangelisch-lutherisch geprägt und war bis in die 1970er Jahre nach Katzwang gepfarrt, seitdem ist die Pfarrei Worzeldorf zuständig. Die Katholiken sind nach Corpus Christi (Herpersdorf) gepfarrt.